# Xanthoptérine
La xanthoptérine est un composé hétérocyclique dérivé de la ptérine. C'est un pigment ptérinique jaune, présent par exemple dans les ailes de papillon, à partir desquelles FG Hopkins a extrait pour la première fois en 1889 ce type de pigments, ou dans l'urine des mammifères. Heinrich Otto Wieland et Clemens Schöpf ont isolé pour la première fois la xanthoptérine à l'état pur, à partir des ailes du citron, en 1924.
La structure chimique de la xanthoptérine a été identifiée pour la première fois en 1940 par R. Purrmann.

## Recherche
La couleur des bandes jaunes du frelon oriental est due à la xanthoptérine. Le pigment convertirait une partie de la lumière solaire (la lumière bleue et l’ultraviolet proche) en énergie électrique par un processus photochimique, le flux d'électrons résultant alimentant des réactions métaboliques proches du lieu de production électrique.
Certains micro-organismes peuvent convertir la xanthoptérine en acide folique (vitamine B9).
La xanthoptérine est un produit final du métabolisme des ptéridines non conjuguées (dihydrobioptérine et tétrahydrobioptérine), qui semble inhiber la croissance et la prolifération des lymphocytes stimulés par la concanovaline. On a observé de hauts niveaux en xanthoptérine chez les patients souffrant de maladies du foie et d'hémolyse, cette dernière augmentant les niveaux de 35 %,.